# Іто Канако (футболістка)
Іто Канако (яп. 伊藤 香菜子; нар. 20 липня 1983) — японська футболістка. Вона грала за збірну Японії.

## Виступи за збірну
Дебютувала у збірній Японії 5 серпня 2001 року в поєдинку проти Китаю. З 2001 по 2012 рік зіграла 13 матчів та відзначилася 3-а голами в національній збірній.

## Статистика виступів
| Збірна Японії | Збірна Японії | Збірна Японії |
| Рік           | Матчі         | Голи          |
| ------------- | ------------- | ------------- |
| 2001          | 6             | 2             |
| 2002          | 3             | 0             |
| 2003          | 0             | 0             |
| 2004          | 0             | 0             |
| 2005          | 0             | 0             |
| 2006          | 0             | 0             |
| 2007          | 1             | 1             |
| 2008          | 0             | 0             |
| 2009          | 0             | 0             |
| 2010          | 0             | 0             |
| 2011          | 0             | 0             |
| 2012          | 3             | 0             |
| Загалом       | 13            | 3             |